# Cardiff Naturalists’ Society
Die Cardiff Naturalists’ Society ist eine traditionsreiche walisische naturhistorische Gesellschaft mit Sitz in Cardiff. Sie wurde im Jahr 1867 auf Bestreben von Robert Drane gegründet. Im Jahr 2002 erlangte die Gesellschaft den Status einer gemeinnützigen Organisation. Sie ist lokal ausgerichtet und beschäftigt sich mit dem praktischen Studium von Flora und Fauna, Umweltthemen und geologischen Aspekten. Sie beteiligt sich auch an der biologischen Artenerfassung. Enge Vernetzungen bestehen zu regionalen akademischen Einrichtungen. Ihr Logo ist das Cardiff Castle.

## Aktivitäten
Für ihre Mitglieder bietet die Gesellschaft regelmäßige Vorträge an der Cardiff Metropolitan University an sowie Exkursionen in Gebiete rund um Cardiff.
Die Gesellschaft begründete in Cardiff das ursprüngliche Cardiff Museum und später das Museum of Wales. Das Museum von Wales beherbergt bis heute die Bibliothek der Gesellschaft von etwa 10000 Bänden.
Von 1867 bis 1986 gab die Gesellschaft die jährlich erscheinende Zeitschrift Reports and transactions of the Cardiff Naturalists Society heraus. Themen waren wissenschaftliche Artikel zu Geologie, Archäologie und Naturgeschichte und Buchbesprechungen. Im Kontext des Projekts Welsh Journals Online der National Library of Wales wurden die Ausgaben digitalisiert.
Seit 2011 verleiht die Gesellschaft jährlich an einen Studierenden des zweiten Studienjahres der Cardiff University den Biosciences Award. Er beträgt 250,00 £ und wird für den besten Beitrag im Projekt Feldarbeit vergeben.

## Ehemalige Mitglieder
Bedeutende ehemalige Mitglieder sind
- Mary Gillham
- Harry Morrey Salmon
- Eleanor Vachell